# Carl Emanuel Burckhardt
Pour les articles homonymes, voir Burckhardt.
Carl Emanuel Burckhardt est un géologue et un paléontologue suisse, né le 26 mars 1869 à Bâle et mort le 26 août 1935 à Mexico.

## Biographie
Il est le fils de Wilhelm et Maria Caroline née Sarasin. Il étudie la botanique et la géologie à Genève, Bâle et Zurich de 1888 à 1893. Il travaille comme géologue pour le gouvernement de 1894 à 1895. Il collabore notamment avec Eduard Suess (1831-1914) et Wilhelm Heinrich Waagen (1841-1900) à Vienne et avec Karl Alfred von Zittel (1839-1904) à Munich.
Il travaille pour l’institut géologique de La Plata en Argentine en 1896. En 1897-1898, il étudie la cordillère en Argentine et au Chili. Il retourne à Munich en 1901 où il devient assistant au Bayerische Oberbergamt. De 1904 à 1915, il géologue-chef à l’institut de géologie à Mexico.
Il se spécialise sur la stratigraphie et la paléontologie du Trias, du Jurassique et les formations calcaires de l’Amérique centrale. Son œuvre principale concerne l’étude du climat du mésozoïque sur la composition de la faune des ammonites.